# Stenurus arctomarinus
Stenurus arctomarinus is een rondwormensoort uit de familie van de Pseudaliidae. De wetenschappelijke naam van de soort is voor het eerst geldig gepubliceerd in 1958 door Delyamure & Kleinenberg.